# Ángel María de Arcos

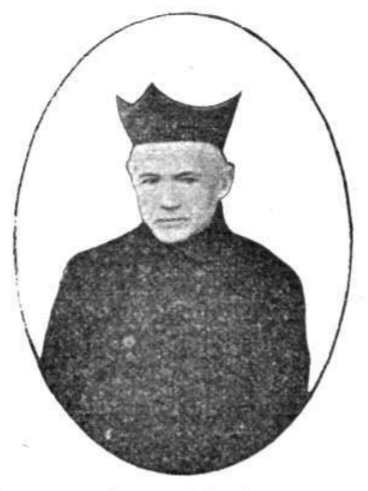
El Padre Ángel María de Arcos

Ángel María de Arcos (Madrid, 19 de diciembre de 1837-Málaga, 24 de julio de 1911) fue un sacerdote jesuita y teólogo español.
Entró en la Compañía de Jesús a los diecisiete años, e hizo sus últimos votos el 2 de febrero de 1872. Destacó como profesor, teólogo, religioso y misionero.
Fue autor de la obra Explicación del catecismo católico breve y sencilla (1900), catecismo editado por el Apostolado de la Prensa que sería muy conocido entre los católicos. También publicó Norma del católico (1889) y el opúsculo titulado ¿Es lícito á un católico ser liberal en política? (1899), en el que se mostró enemigo acérrimo del liberalismo.

## Obras
- Explicación del catecismo católico breve y sencilla (1900)
- Norma del católico (1889)
- ¿Es lícito á un católico ser liberal en política? (1899)